# Cibotium assamicum
Cibotium assamicum là một loài dương xỉ trong họ Cibotiaceae. Loài này được Hook. mô tả khoa học đầu tiên năm 1844.